# The Ring (South Park)
The Ring is de eerste aflevering van het dertiende seizoen van de Amerikaanse animatieserie South Park. Het is de eerste aflevering van South Park in hd-kwaliteit en een 16:9-ratio.

## Verhaal
In deze aflevering heeft Kenny McCormick een nieuwe vriendin, Tammy Warner. Butters komt erachter dat ze nogal losbandig is en ze een jongen een "blowjob" gegeven heeft, en vertelt dat aan de jongens. De jongens vertellen Kenny de waarheid, waarop hij gek wordt van vreugde. Kenny komt erachter dat ze door de show van de Jonas Brothers losbandig wordt. Vervolgens koopt Kenny twee kaartjes voor de Jonas Brothers, zodat Tammy weer losbandig wordt, en hij koopt ook een pakje condooms. Cartman probeert hem tegen te houden, maar Kenny negeert hem.
Tijdens de show krijgt Tammy weer het gevoel dat ze eerder had, maar als de show afgelopen is en ze willen vertrekken, wordt haar gevraagd om backstage te komen. Hier stemt ze onmiddellijk mee in. Kenny wordt achtergelaten. Backstage wordt Tammy, samen met nog vijf anderen, gevraagd "purity rings" te dragen. Dat houdt in dat ze geen seks mogen hebben totdat ze getrouwd zijn, of mogen omgaan met mensen die verkeerde dingen doen. Onder invloed van de purity rings van de Jonas Brothers onthouden Tammy en Kenny zich van seksuele activiteiten, wat Kenny erg tot last is. Hij is verplicht niet meer rond te hangen met de jongens.
De Jonas Brothers zijn het zat om de ringen te dragen, waarna de baas, Mickey Mouse binnenkomt. Hij legt hun uit dat het idee is om seks aan kleine meisjes te verkopen, en dan de purity rings te dragen, anders lijken ze slecht. De Jonas Brothers zijn nog steeds tegen het idee, waarna Mickey Joe Jonas tot bloedens toe neerslaat. Uiteindelijk geven de Jonas Brothers toe.
Cartman, Stan en Kyle vinden Kenny, en merken dat Kenny een uitvoering van Grey's Anatomy in z'n hand heeft. Ze zeggen dat hij veranderd is, maar Kenny heeft alleen oog voor Grey's Anatomy. Cartman ontdekt dat de Jonas Brothers ervoor zorgen dat Kenny zo saai wordt. De jongens proberen een interview van de Jonas Brothers naar Mickey's zeggen, die denkt dat ze voor DreamWorks werken, te saboteren. Ze hebben de plannen door, en roepen telkens de plannen door het publiek heen. Dan raken ze door de pijlen uit de blaaspijp van Mickey bewusteloos.
Als ze wakker worden, duurt het nog vijftien minuten voordat de 3D show van de Jonas Brothers gelanceerd wordt. Mickey verhoort de jongens, die blijven volhouden dat ze niet van een concurrerende studio zijn. De Jonas Brothers realiseren dat ze gelijk hadden, en dat het plan fout was. Mickey wordt boos en dwingt ze het podium op te gaan. Kyle zet de microfoon aan, waardoor het door de hele studio klinkt dat Mickey zegt dat de Jonas Brothers niks zijn zonder hem, en dat het komt doordat zij alleen ervoor zorgen dat meisjes losbandig worden, en als dat gebeurt, wordt hij rijk. Dat komt volgens hem omdat kleine meisjes ontzettend stom zijn. En de purity rings zorgen ervoor dat Mickey's plannen goed lijken. Volgens hem zijn zelfs de Christenen te dom om te beseffen dat hij seks aan kleine meisjes verkoopt, omdat ze idioot zijn. Cartman heeft intussen de gordijnen opgehaald. De Jonas Brothers verlaten de studio, en iedereen verlaat het televisiekanaal. Mickey wordt woedend, en verandert in een reusachtig, vuurspuwend monster.
Als blijkt dat de ringen vooral bedoeld zijn voor het imago en de winst van de Walt Disney Company en Mickey, doen Tammy en Kenny de ringen weg. Tammy gaat samen met Kenny naar de plek waar ze de andere jongen een blowjob gegeven had. Kenny overlijdt vervolgens aan syfilis. Cartman zegt nog dat hij hem gewaarschuwd had.